# Ascogaster antennalis
Ascogaster antennalis är en stekelart som beskrevs av Gyöö Viktor Szépligeti 1908. Ascogaster antennalis ingår i släktet Ascogaster och familjen bracksteklar. Inga underarter finns listade.